# تکست‌میت
تکست‌میت (به انگلیسی: TextMate) یک ویرایشگر متنی توسعه‌پذیر برای ویرایش واسط نگاره‌ای کاربر در سیستم‌عامل اواس‌ده است. نسخهٔ ۱٫۰ این نرم‌افزار در سال ۲۰۰۴ میلادی توسط آلن ادگارد منتشر شد که یک ویرایشگر ساده بود. در سال ۲۰۰۶ تکست میت ۱٫۵ منتشر گشت که برندهٔ جایزهٔ طراحی اپل برای بهترین ابزار توسعه شد و نظر جامعهٔ کاربری را به خود جلب کرد. در اوت سال ۲۰۱۲ نسخهٔ ۲ این نرم‌افزار با مجوز عمومی همگانی گنو منتشر شد که متن آن در گیت‌هاب در دسترس است.
تکست‌میت یکی از بهترین بسترهای کدنویسی در اواس‌ده شمرده می‌شود.